# Горская Речка
Горская Речка — деревня в Слободском районе Кировской области в составе Ленинского сельского поселения.

## География
Находится на расстоянии менее 3 км на юго-восток по прямой от поселка Вахруши.

## История
Известна с 1678 года как деревня Назарово с 2 дворами. В 1746 в ней (Назаровская) отмечено 23 жителя. В 1873 году в деревне (Назаровская  или Гарики или Сметники) 11 дворов и 76 жителей, в 1905 (Назаровская или Гарская Речка) 13 и 56, в 1926 20 и 88, в 1950 52 и 141. В 1989 проживало 224 человека. Настоящее название закрепилось с 1939 года. 

## Население
Постоянное население  составляло 80 человек (русские 89%) в 2002 году, 61 в 2010.